# حشره‌خوار جزیره کریسمس
حشره‌خوار جزیره کریسمس (نام علمی: Crocidura trichura) نام یک گونه از سرده حشره‌خوارهای دندان‌سفید است.